# Долянці
45°26′ пн. ш. 17°42′ сх. д. / 45.44° пн. ш. 17.70° сх. д.
Долянці (хорв. Doljanci) — населений пункт у Хорватії, у Пожезько-Славонській жупанії у складі громади Велика.

## Населення
Населення за даними перепису 2011 року становило 84 осіб.
Динаміка чисельності населення поселення:

## Клімат
Середня річна температура становить 10,87 °C, середня максимальна – 24,87 °C, а середня мінімальна – -5,58 °C. Середня річна кількість опадів – 829 мм.
| Клімат поселення                              | Клімат поселення | Клімат поселення | Клімат поселення | Клімат поселення | Клімат поселення | Клімат поселення | Клімат поселення | Клімат поселення | Клімат поселення | Клімат поселення | Клімат поселення | Клімат поселення | Клімат поселення |
| Показник                                      | Січ.             | Лют.             | Бер.             | Квіт.            | Трав.            | Черв.            | Лип.             | Серп.            | Вер.             | Жовт.            | Лист.            | Груд.            |                  |
| Середній максимум, °C                         | 6,34             | 7,99             | 12,46            | 16,73            | 21,87            | 24,87            | 24,62            | 24,10            | 19,96            | 14,82            | 9,20             | 5,14             |                  |
| Середня температура, °C                       | 0,39             | 2,04             | 6,51             | 10,76            | 15,89            | 18,93            | 20,96            | 20,43            | 16,30            | 11,17            | 5,54             | 1,48             |                  |
| Середній мінімум, °C                          | −5,58            | −3,91            | 0,55             | 4,81             | 9,93             | 12,96            | 17,30            | 16,78            | 12,65            | 7,51             | 1,88             | −2,14            |                  |
| Норма опадів, мм                              | 51               | 48               | 52               | 67               | 78               | 101              | 76               | 76               | 64               | 72               | 80               | 64               |                  |
| Середньомісячна швидкість вітру, м/с          | 2.05             | 2.31             | 2.59             | 2.51             | 2.25             | 2.05             | 2.02             | 1.85             | 1.88             | 1.95             | 2.05             | 2.10             |                  |
| Середньомісячна сонячна радіація, кДж/м²·день | 4315             | 7052             | 10850            | 15179            | 19216            | 21176            | 22058            | 19919            | 14820            | 9203             | 4895             | 3597             |                  |
| --------------------------------------------- | ---------------- | ---------------- | ---------------- | ---------------- | ---------------- | ---------------- | ---------------- | ---------------- | ---------------- | ---------------- | ---------------- | ---------------- | ---------------- |
| Джерело:                                      |                  |                  |                  |                  |                  |                  |                  |                  |                  |                  |                  |                  |                  |